# فرانز بوتشر
فرانز بوتشر هو رسام وكاتب سويسري، ولد في 1940 في سارنين في سويسرا.